# Mucia Tertia
Mucia Tertia (* um 100 v. Chr.; † nach 31 v. Chr.) war eine römische Matrona im 1. Jahrhundert v. Chr., die als dritte Ehefrau von Gnaeus Pompeius Magnus und Mutter von Gnaeus Pompeius den Jüngeren, Sextus Pompeius und Pompeia bekannt wurde.

## Leben
Sie war die Tochter von Quintus Mucius Scaevola, des Pontifex maximus, der im Jahr 82 v. Chr. von den Anhängern des Gaius Marius getötet wurde, und der Licinia. Ihr Name, Mucia Tertia, legt nach den römischen Namenskonventionen für Frauen nahe, dass sie die dritte Tochter war. Ihre Mutter wurde wegen ihres Verhältnis mit Quintus Caecilius Metellus Nepos von ihrem ersten Mann Mucius Scaevola verstoßen. Daraufhin ließ Nepos sich sofort von seiner Frau scheiden und heiratete Licinia. Dieser Skandal, wird in mehreren Quellen erwähnt. Aus der zweiten Ehe ihrer Mutter hatte Mucia zwei jüngere Brüder Quintus Caecilius Metellus Celer, Konsul im Jahr 60 v. Chr., und Quintus Caecilius Metellus Nepos, Konsul im Jahr 57 v. Chr.
Pompeius heiratete Mucia 79 v. Chr. Aus der Verbindung gingen drei Kinder hervor: Gnaeus Pompeius den Jüngeren, die Tochter Pompeia (die mit Faustus Cornelius Sulla verheiratet wurde) und Sextus Pompeius. Die Annahme, dass sie zuvor mit dem jüngeren Marius, Konsul im Jahr 82 v. Chr., verheiratet gewesen sei, wie früher aus einer Stelle bei Plutarch geschlossen wurde, wird inzwischen als falsch angesehen.
Zwischen 76 v. Chr. und 61 v. Chr. war Pompeius die meiste Zeit nicht in Rom. Er führte den Feldzug in Hispanien gegen Sertorius, im Mittelmeer Krieg gegen die Piraten, im Osten gegen Mithridates VI. von Pontos. Bei seiner endgültigen Rückkehr ließ er sich von Mucia scheiden, nach Marcus Tullius Ciceros persönlicher Korrespondenz wegen Ehebruch, angeblich mit Caesar. Mucia heiratete daraufhin Marcus Aemilius Scaurus den Jüngeren, den Bruder von Aemilia Scaura. Aus dieser Ehe hatte sie den Sohn Marcus Aemilius Scaurus III.
39 v. Chr. soll sie zwischen ihrem Sohn Sextus Pompeius und Octavian vermittelt haben. Der spätere Kaiser behandelte sie Quellen gemäß mit großem Respekt. Sie lebte mindestens bis zur Schlacht bei Actium (31 v. Chr.), nach der sie Octavian erfolgreich um Gnade für ihren Sohn Marcus Aemilius Scaurus III. bat, der sich Marcus Antonius angeschlossen hatte.